# Clodion

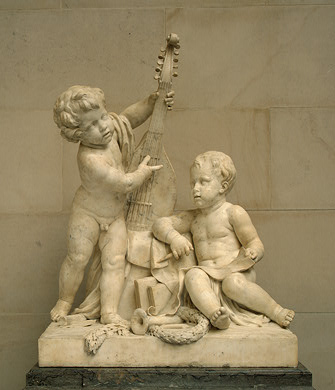
Poesia e Música, mármore de Clodion, 1774-1778, National Gallery of Art, Washington, DC

Claude Michel, dito Clodion (1738-1814) foi um escultor francês, conhecido como Clodion, no estilo rococó, especialmente conhecido por suas obras em terracota.

## Vida
Ele nasceu em Nancy, filho de Anne Adam e Thomas Michel, um escultor indistinto. Anne era irmã dos escultores Lambert-Sigisbert Adam e François Gaspard Adam. Em Nancy e provavelmente em Lille, ele passou os primeiros anos de sua vida. Em 1755 ele veio a Paris e entrou na oficina de seu tio materno Lambert-Sigisbert Adam, um escultor consagrado. Ele permaneceu quatro anos nesta oficina, e em sua morte tornou-se aluno de Jean-Baptiste Pigalle. Em 1759 ele obteve o grande prêmio de escultura na Académie Royale. Em 1761 obteve a primeira medalha de prata para estudos de modelos. Em 1762 ele foi para Roma, onde a sua atividade foi considerável entre 1767 e 1771.
Catarina II da Rússia estava ansiosa para garantir sua presença em São Petersburgo, mas ele voltou para Paris. Entre seus patronos, que eram muito numerosos, estavam a Catedral de Rouen e a Direction Generale. Suas obras foram frequentemente expostas no Salão. Em 1782 ele se casou com Catherine Flore, filha do escultor Augustin Pajou, que posteriormente obteve o divórcio dele. A agitação provocada pela Revolução Francesa levou Clodion em 1792 a Nancy, onde permaneceu até 1798, gastando suas energias na decoração de casas.
Entre as obras de Clodion estão uma estátua de Montesquieu, uma Cleópatra moribunda e uma chaminé atualmente no Victoria and Albert Museum em Londres. Seu trabalho de 1788, Dance of Time, está na Frick Collection em Nova York. Outra escultura conhecida é chamada "A Intoxicação do Vinho". Um de seus últimos grupos representou Homero como um mendigo sendo expulso por pescadores (1810). Clodion morreu em Paris, na véspera da invasão de Paris pelas forças da Sexta Coalizão.

## Trabalhos
Entre as coleções públicas com obras de Claude Michel estão:
- Art Institute of Chicago
- Museu Bowes (County Durham, Reino Unido)
- Carnegie Museum of Art (Pittsburgh, Pensilvânia)
- Museu de Arte de Cleveland
- Courtauld Institute of Art (Londres)
- Currier Museum of Art (New Hampshire)
- Instituto de Artes de Detroit
- Museus de Belas Artes de São Francisco
- Getty Museum (Los Angeles)
- Museu de Arte de Honolulu
- Museu de Arte Kimbell (Fort Worth, Texas)
- Kunstindeks Danmark
- Louvre (Paris)
- Museu Metropolitano de Arte
- Musée Cognacq-Jay (Paris)
- Museu de Belas Artes, Boston
- Musée des beaux-arts de Bordeaux
- Museu Boijmans Van Beuningen (Roterdã)
- Museu Nacional de Arte (Cluj-Napoca)
- Galeria Nacional da Armênia
- Galeria Nacional de Arte (Washington D.C.)
- Nationalmuseum, Estocolmo
- Museu Norton Simon (Pasadena, Califórnia)
- Museu de Arte da Filadélfia